# Pietra angolare

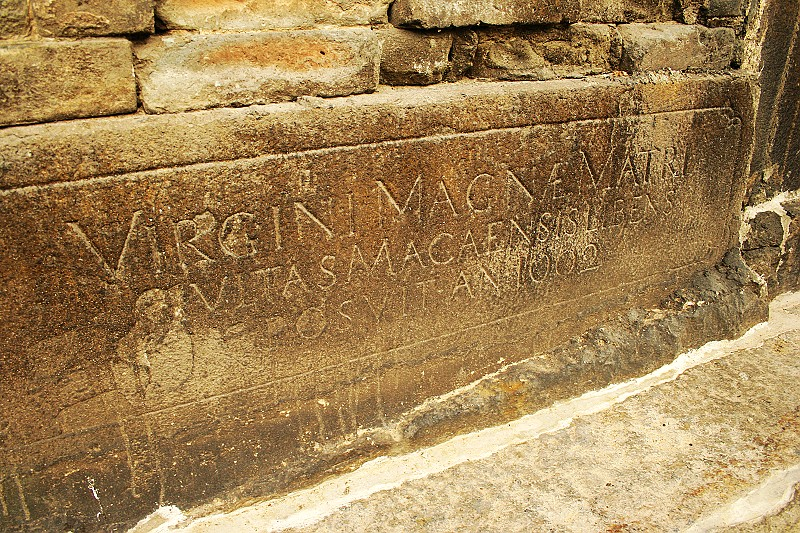
Pietra d'angolo dalla rovine della Cattedrale di san Paolo a Macao, risalente al 1602.

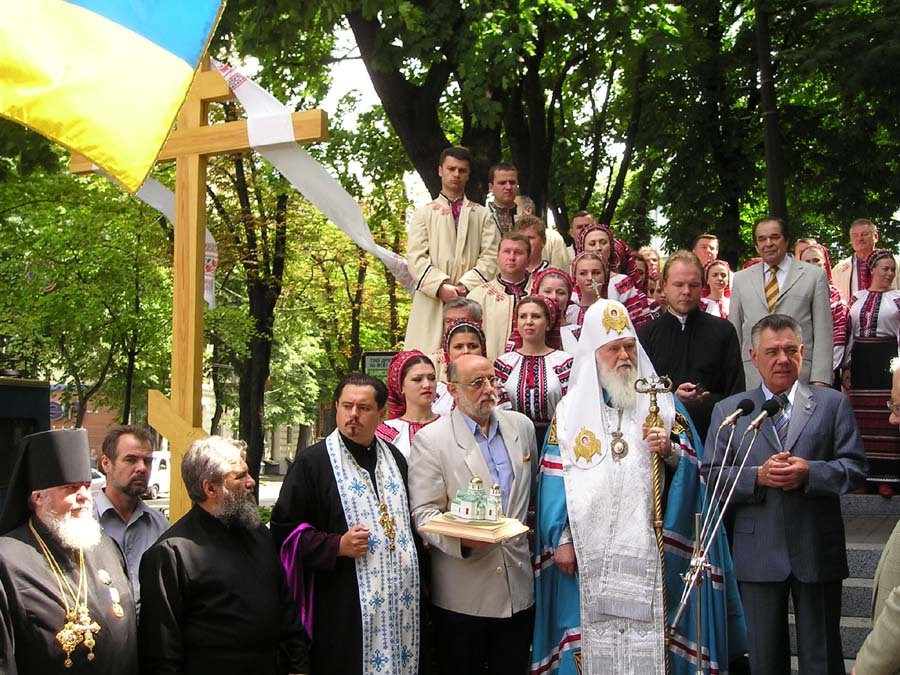
Cerimonia di benedizione della prima pietra di una chiesa ortodossa a Kiev, in Ucraina, nel 2005

Per pietra angolare, pietra d'angolo o testata d'angolo si intende la prima pietra utilizzata nella costruzione di un edificio. È la pietra più importante ed è, idealmente, quella che sorregge tutta la costruzione.

## Valore simbolico
Anticamente, l'espressione era utilizzata per esprimere un'idea di solidità e di sicuro sostegno.

### Posa della prima pietra
Nella realizzazione di un'opera o di un edificio, la sua posa in opera assume un valore simbolico, il cui significato viene sottolineato da appositi riti di fondazione (chiamati posa della prima pietra) testimoniati da fonti storiche e archeologiche in varie civiltà nel corso della storia umana.

### Bibbia
Nella Bibbia viene accostata a Gesù Cristo, fondamento spirituale del credente:
Il riferimento alla "testata d'angolo" nei Vangeli può avere due interpretazioni architettoniche. Può indicare la pietra delle fondamenta, a significare Cristo come base e fondamento della Chiesa. O può indicare la chiave di volta, la pietra che sta al vertice e completa l'edificio, con i significati di elevazione e compimento riferiti a Cristo.